# Історія Судану

Карта Судану з 2011 року без незалежного Південного Судану

Судан  належить  до  невеликого  переліку  держав  світу,  які  відомі  найранішим   утворенням  у  них  цивілізації  -  перших  держав,  писемності,  різноманітної  культури.  До  цього  переліку  входять,  зокрема,  такі  країни  як  Ірак,  Єгипет, Китай,  Індія, Сирія,  Греція,  Мексика  і  т.д.  Населення  Судану  створило  такі  держави,  як  Керма,  Куш,  Алоа,  Сеннар та  інші.
Після здобуття незалежності в 1956 році історія Судану характеризується внутрішніми конфліктами, такими як Перша громадянська війна (1955–1972), Друга громадянська війна (1983–2005), війна в Дарфурі (2003–2010), кульмінацією чого стало відділення Південного Судану 9 липня 2011 року. В останньому пізніше відбулася ще одна громадянська війна (2013-2020).

## Доісторичний період
Як засвідчують археологічні дослідження, люди проживали на території нинішнього Судану вже в період палеоліту. У східних районах країни, прилеглих до Червоного моря, Еритреї та Ефіопії, знайдено стоянки людей олдувайської, ашельської, мустьєрської археологічних культур. У час пізнього палеоліту та мезоліту засвідчене проживання людей хальфанської, себільської, каданської та інших археологічних культур. В період неоліту територію Судану заселили представники східносуданських негроїдних народів (зокрема нубійці) та кушити.
Близько 4000 — 3000 рр. до н. е. в долині р. Ніл в Центральному Судані існувала неолітична культура Хартумський неоліт зі стоянками Кадеро та Еш-Шахейнаб поблизу сучасного м. Хартум. На півночі сучасного Судану бл. 3800 — 2800 рр. до н. е. існувала археологічна культура Нубія-А, що належала давнім нубійцям, де вже зародилось землеробство, скотарство та перші міста. Вона припинила існування через військові походи фараонів Стародавнього Єгипту.

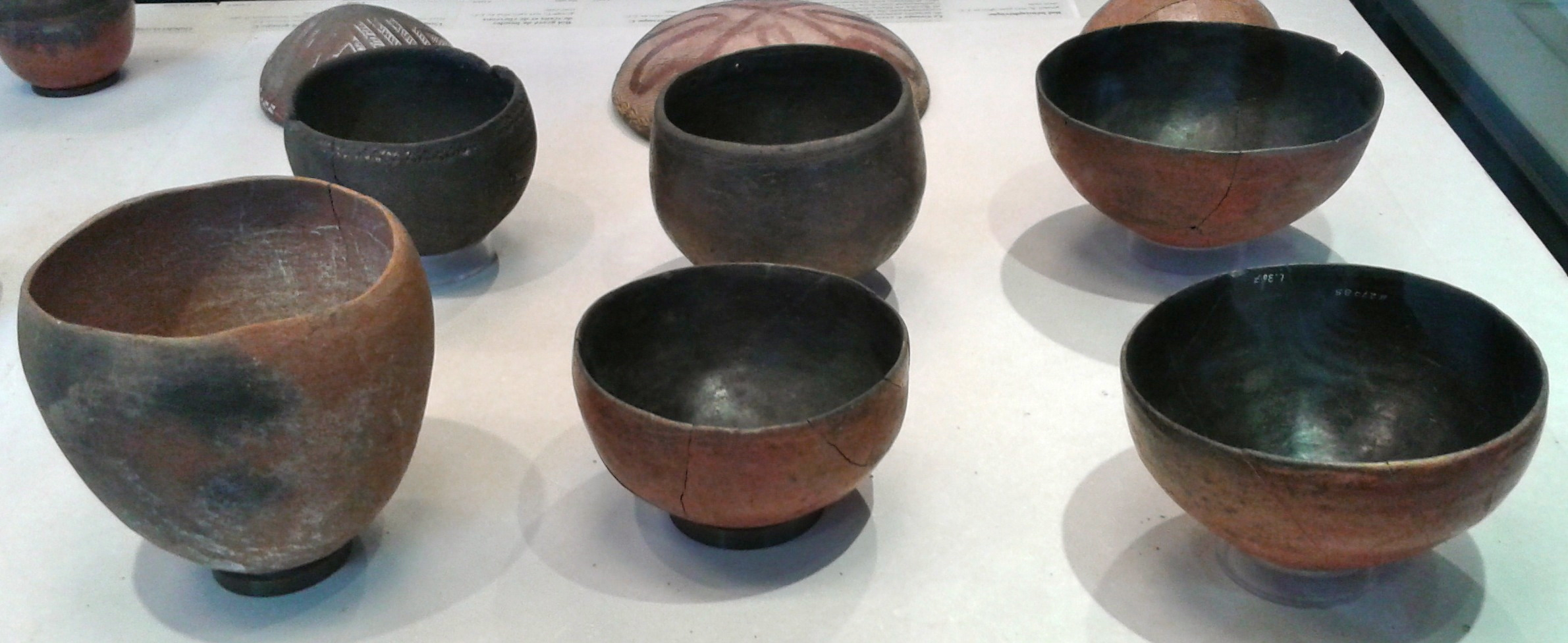
Кераміка культури Нубія-А

## Стародавній  період
В  період  бл.  2500 - 1450  рр.  до  н.е.  стародавні  нубійці  створили  на півночі  сучасного  Судану  державу зі  столицею  в  м.Керма  в  районі  3-го  порогу  Нілу.  Її  територія  охоплювала  долину  Нілу  та  прилеглі   землі  від  4-го  порогу  Нілу  на  півдні до  1-го  порогу  на  півночі,  тобто й  південні  території  сучасного  Єгипту.  Стародавні  єгиптяни  називали  цю  країну   Нубія  або  Куш.  В  м.Керма   виявлені  залишки  будинків, культових  споруд,  гробниць  місцевих  царів.  Нубійські  царі  брали  за  приклад   архітектуру  стародавнього Єгипту.   Держава  стародавніх  єгиптян  та   Керма  час  від  часу  воювали  між  собою.  У зв'язку  з  цим   у  20 - 16  ст.  до  н.е.  в  єгипетських  писемних  джерелах  згадуються   декілька  імен  нубійських  царів.  Врешті-решт  єгипетське  Нове царство  завоювало  державу  Керма  бл.  1450 р.  до  н.е.,  приєднавши  її   територію   до  себе.  Землями  півночі  Судану  управляв  єгипетський  намісник  з  титулом   царський син Куша.  Північний  Судан  був  під  владою  Єгипту  протягом  15 - 11 ст.  до  н.е.  Пізніше  влада  єгиптян  тут  ослабла  у  зв'язку  з  ослабленням  самого  Єгипту.  Протягом  11 - 8 ст.  до  н.е.  Куш  поступово  перетворився  в  самостійну  державу,  хоча  в  Єгипті  продовжували  вважати  його  своєю  провінцією.  У  9-6 ст.  до  н.е.  столицею  Кушу  було  м.Напата,  після - Мерое.  Першим  повністю  незалежним  від  Єгипту   царем  Кушу   став  Алара.   Наступники  Алари  Піанхі  та  Шабака  завоювали Єгипет,  об'єднавши  його  з  Кушом (Суданом).  Але  в  середині  7  ст.  до н.е.  кушити  були  витіснені  з  Єгипту  ассирійцями  та  єгипетським  фараоном  Псамметихом.  Територія  Мероїтського царства  обмежилась  власне  Суданом.  В  цей  період  (7 ст. до н.е. - 4 ст. н.е.)  державу  Куш (Судан)  інші  народи, особливо  греки, звали  Ефіопією.  Наприкінці  4 ст.  після  поразки  у  війні  з  Аксумським царством  (сучасна Ефіопія)  Мероїтська  держава  розпалась  на  3  держави: Алоа,  Мукурра  і  Нобатія.  В  період  римського  правління  в  Єгипті  на  північному  сході  Судану  активізувались  кушітські  кочові племена  беджа,  яких  римляни  називали  блемміями.  Беджа  робили  набіги  на  Єгипет,  у  відповідь  римські  війська   вторгались  в   північний  Судан,  але  не  завоювали  його.

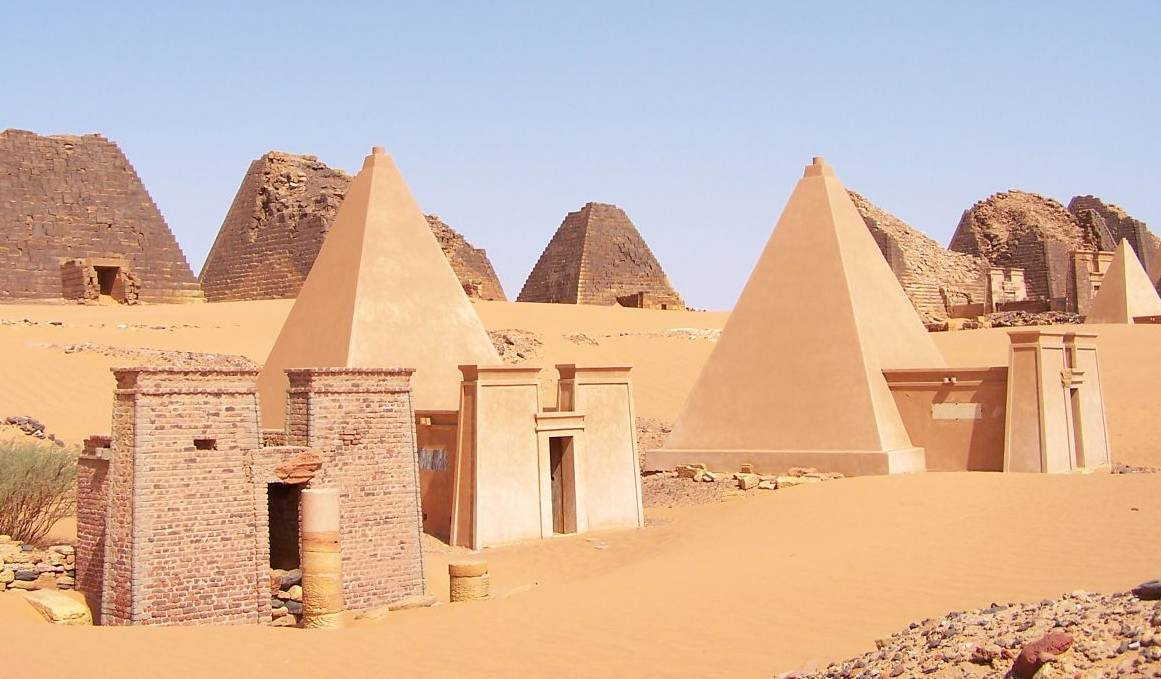
Піраміди Мерое

## Середні  віки
Під  впливом  Східної Римської імперії  та  Аксумського царства,  які  в  4 ст.  зробили  християнство  своєю  державною  релігією,  в  державах  Судану  почалось  його  поширення.  В  6 ст.  всі  держави  Судану -  Алоа,  Мукурра, Нобатія  прийняли  християнство  як  державну  релігію.  У  7  ст.  Мукурра  і  Нобатія  об'єнались  в  єдине  царство  - Нубію,  щоб  протистояти  вторгненню  військ Арабського халіфату,  і  відбили  його.  Але   беджа  під  впливом   арабів  у  9 ст.  прийняли  іслам  і  визнали  над  собою  сюзеренітет  халіфа.  В  11  ст.  арабське  плем'я  бані кануз  переселилось  на  північ   сучасного  Судану,  де  змішувалось  з  беджа  і  нубійцями.  Так  почалась  ісламізація  і  арабізація  населення  Судану.  В  13  ст.  єдина  нубійська  держава  розпалась.  У  1275 р.  правитель  християнської  держави  Донгола  визнав  себе  васалом  мамлюцького  Єгипту.   1323 р.  цар  Мукурри  прийняв  іслам.  1504 р.  плем'я  фунг,  яке  сповідувало  мусульманство,  завоювало  останню  християнську  державу  Алоа,  заснувавши  на  її  місці   султанат  Сеннар.  На  заході  Судану  негроїдний   народ  фур,  прийнявши  іслам,  утворив  у  16  ст.  державу   Дарфурський султанат.

## Новий  час
Протягом  16 - 19  ст.  в  Судані,  в  основному  в  султанаті  Сеннар  в  результаті   ісламізації  і  арабізації  місцевого  негроїдного  і  кушітського  населення  виникла  нова  народність  -  суданські  араби. До другої половини 18 століття іслам був формальним навіть серед вищих верств населення, паралельно побутували традиційні обряди попередніх релігій з другої половини 18 століття почалась справжня ісламізація. У  1820-1822  рр.  Єгипет   завоював   Сеннар,  зробивши  Судан  своєю провінцією.  У   1874 р.  Єгипет  приєднав  і  Дарфур.  Жорстоке  правління  єгиптян  і  їх  союзників  турків   викликало  повстання Махді  у  1881 - 1899  роках.  Придушити  його  Єгипту  допомогла  Велика Британія,  отримавши  за  це  від  нього  згоду  на   спільне  управління (кондомініум)  Суданом   у  1899 р.

## Новітня  історія
У  1899 -  1955 рр.  Судан   був  офіційно   спільним  володінням  Єгипту і  Великої Британії.  Однак  в  цей  час  вплив  британців  був  сильнішим  за  єгипетський,  оскільки  сам  Єгипет  в  1882 - 1922  був  протекторатом  Британії.
1 січня 1956 р.  Судан  став  незалежною  державою.  Період  незалежності  був  відзначений  дуже  складними  процесами.  Демократія  переривалась  правлінням   диктаторів,  таких,  як  Ібрагім Аббуд,  Джафар Німейрі ,  Омар  аль-Башир.  Відбулись  дві  війни  на  півдні Судану: Перша суданська громадянська війна (1955-1972) та Друга суданська громадянська війна (1983-2005),  в  результаті  яких  Південний Судан  у  липні  2011  відокремився,  ставши  незалежною  державою.  З  2003 р.  триває  війна  в  Дарфурі,  корінне  населення  якого  бореться  проти  центральної  влади.

### Переворот 2021 року
25 жовтня 2021 року суданські військовики на чолі з генералом Абделем Фаттахом аль-Бурханом взяли під контроль уряд у результаті військового перевороту. Спочатку було затримано щонайменше п'ятьох високопоставлених урядовців. Цивільний прем'єр-міністр Абдалла Гамдок відмовився оголосити про підтримку перевороту і 25 жовтня закликав до народного опору. 26 жовтня його перевели під домашній арешт.
Ключові цивільні групи, включаючи Асоціацію професіоналів Судану і Сили свободи та змін, закликали до громадянської непокори та відмови співпрацювати з організаторами перевороту.
Зіткнувшись із внутрішнім і міжнародним опором, аль-Бурхан заявив про свою готовність відновити кабінет Гамдока 28 жовтня, хоча скинутий прем’єр-міністр відхилив цю початкову пропозицію, поставивши будь-який подальший діалог у залежність від повного відновлення системи, яка діяла до перевороту. 21 листопада 2021 року Гамдок і аль-Бурхан підписали угоду з 14 пунктів, яка відновила Гамдока на посаді прем’єр-міністра і де було сказано, що всі політв’язні будуть звільнені. Цивільні групи, включаючи Сили свободи та змін і Асоціацію суданських професіоналів, відхилили угоду, відмовившись від подальшого розподілу повноважень з військовиками.